# 니시무타역
니시무타역(일본어: 西牟田駅)은 일본 후쿠오카현 지쿠고시에 있는 규슈 여객철도 가고시마 본선의 역이다.

## 역 구조 및 승강장
상대식 승강장 2면 2선을 가지는 지상역. 1970년대에 무인화되었지만, 1996년에 다시 유인화되었다. 유인화 때, 무인역 당시에 마련되었던 통일 규격의 간이 역사를 개조해서 역 사무실을 마련하였다.
규슈 교통기획이 역 업무를 행하는 업무 위탁역으로, 마르스는 없지만 POS 단말이 설치되어 있다. 근거리 표의 승차권 자동 발매기, 간이형 자동 개찰기가 설치되어 있다. SUGOCA의 이용이 가능하지만, 카드 발매는 행하지 않지만 현금만 취급을 행한다.
| 1 | ■ 가고시마 본선 | (상행) | 구루메 방면     |
| 2 | ■ 가고시마 본선 | (하행) | 하이누즈카 방면 |

## 역 주변
지쿠고 시의 북단에 해당하며, 역 앞 주변은 니시무타 지구의 중심부로부터 멀리 떨어져 있어서, 역 주변은 민가가 몇 채 세울 뿐에 관한 한적한 장소이다. 이용자는 통근 · 통학객이 많아, 아침의 상행 쾌속이 정차하고 있던 시기이다.
- 규슈 오타니 단기 대학
- 지적장애인 경생시설 아카사카 원

## 역사
- 1937년 5월 17일 : 철도성이 개업.
- 1987년 4월 1일 : 일본국유철도 분할 민영화에 의해 규슈 여객철도가 승계.
- 2009년 3월 1일 : IC카드 SUGOCA의 이용을 개시.

## 인접 역
| 가고시마 본선      | 가고시마 본선                                       | 가고시마 본선            |
| ------------------ | --------------------------------------------------- | ------------------------ |
| 아라키 모지코 방면 | ■ 쾌속 · ■ 쾌속 '구마모토 라이너' ■ 준쾌속 · ■ 보통 | 하이누즈카 가고시마 방면 |